# (100566) 1997 GF33
(100566) 1997 GF33 es un asteroide perteneciente al cinturón de asteroides, descubierto el 3 de abril de 1997 por el equipo del Lincoln Near-Earth Asteroid Research desde el Laboratorio Lincoln, Socorro, Nuevo México, Estados Unidos.

## Designación y nombre
Designado provisionalmente como 1997 GF33.

## Características orbitales
1997 GF33 está situado a una distancia media del Sol de 2,629 ua, pudiendo alejarse hasta 3,046 ua y acercarse hasta 2,212 ua. Su excentricidad es 0,158 y la inclinación orbital 3,120 grados. Emplea 1557,61 días en completar una órbita alrededor del Sol.
Los próximos acercamientos a la órbita de Júpiter se producirán el 22 de enero de 2046, el 23 de diciembre de 2105 y el 22 de mayo de 2152.

## Características físicas
La magnitud absoluta de 1997 GF33 es 16,1.